# 维诺格拉茨基陨击坑

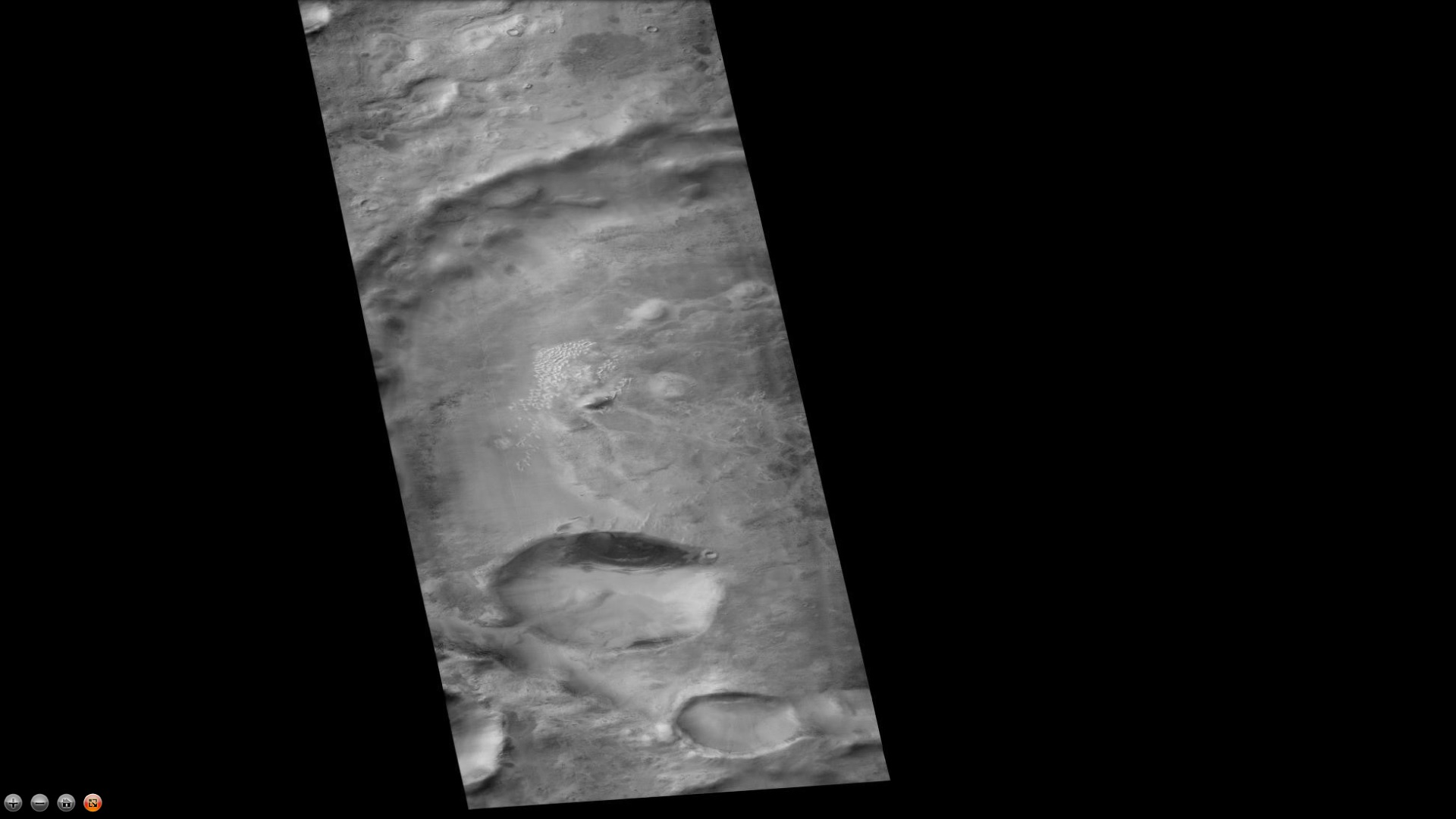
火星勘测轨道飞行器背景相机拍摄的维诺格拉茨基陨击坑。

维诺格拉茨基陨击坑（Vinogradsky）是火星埃里达尼亚区的一座撞击坑，其中心坐标位于南纬56.5度、西经216.2度处，直径64公里（40英里）。该特征取名自前苏联微生物学家、生态学家及土壤学家谢尔盖·尼古拉耶维奇·维诺格拉茨基(1856年-1953年），1973年被国际天文联合会行星系统命名工作组批准接受.

## 另请查看
- 火星气候
- 火星地质
- 撞击坑
- 撞击事件
- 火星撞击坑
- 火星矿石资源
- 行星体系命名法